# ایرانیان هلند
ایرانیان هلند (به هلندی: Iraniërs/Perzens in Nederland) یکی از تازه‌واردترین گروه‌های مهاجر به اروپا و یکی از بزرگ‌ترین گروه‌های آن محسوب می‌شوند.

## جمعیت

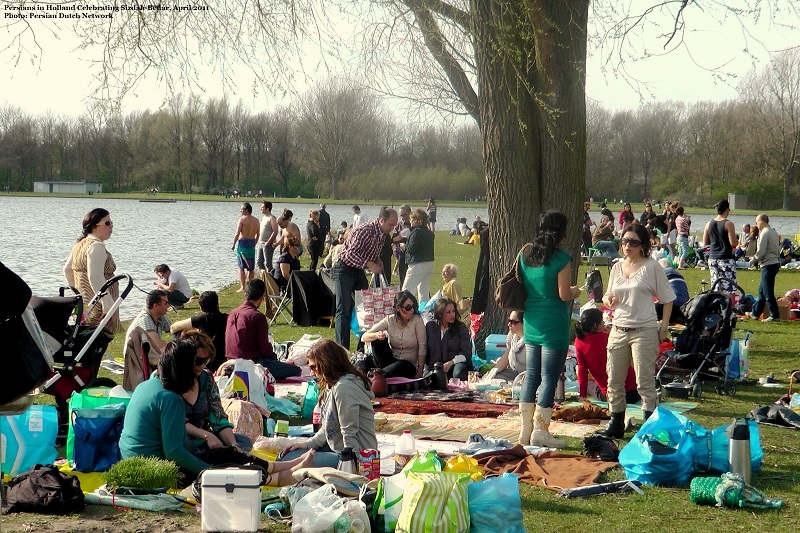
جشن سیزده بدر ایرانیان در هلند در آوریل ۲۰۱۱

شمار ایرانیان مقیم هلند، بر پایه داده‌های مرکز آمار هلند (سی‌بی‌اس) بیش از سی و یک هزار نفر است. بیشتر تعداد ایرانیان هلند در پایتخت، آمستردام، ساکن هستند.
اکثر ایرانیان ساکن هلند از اواخر سال‌های دهه ۱۹۸۰ تا اواسط سال‌های دهه ۱۹۹۰ به‌عنوان مهاجر وارد کشور هلند شده‌اند. آی‌ان‌دی اداره مهاجرت هلند طی گزارش‌های خود که اکتبر ۲۰۱۱ بازبینی‌شده از ایرانیان به‌عنوان یکی از موفق‌ترین گروه‌های پناهنده نام برده‌است.

## پناهندگان

### آمار مقایسه‌ای
هلند در بین کشورهای پناهنده‌پذیر بعد از آلمان قرار دارد. در سال ۱۹۹۶ به دلیل افزایش متقاضیان پناهندگی بوسنیایی در هلند، دولت هلند مجموعاً ده هزار گذرنامه پناهندگی داد. این آمار بالاترین میزان مهاجرت پناهندگان در هلند تا ماه مه ۲۰۱۱ است.

### پیشینه
بیشتر ایرانیان مقیم هلند از سال‌های پایانی دهه ۱۹۸۰ تا سال‌های میانی دهه ۱۹۹۰ به عنوان پناهنده وارد هلند شده‌اند. اداره مهاجرت هلند (آی.ان. دی) در گزارش‌های خود از آن‌ها به عنوان یکی از موفق‌ترین گروه‌های مهاجر در هلند نام برده‌است.
در آوریل ۲۰۱۱ یک مرد سی و شش ساله ایرانی پس از سال‌ها انتظار برای دریافت پاسخ پناهندگی خود را در آمستردام به آتش کشید و جان سپرد. این پناهجو حتی موفق به اثبات هویت خود به اداره مهاجرت نشده بود.

### کودکان ایرانی و افغان
تازه‌ترین بررسی مرکز آمار هلند نشان می‌دهد که دانش‌آموزانی که از ایران و افغانستان در پایان دهه ۱۳۹۰ پناهنده شدند در مدرسه‌های این کشور از نظر آموزشی با دانش آموزان بومی هلند در یک سطح قرار دارند. کیفیت آموزشی در هلند در سطح بالایی در بین کشورهای اروپایی قرار دارد و موقعیت آموزشی نقش بسزایی در جایگاه پناهندگان در میان جامعه هلند دارد.

## جاسوسی وزارت اطلاعات ایران
از اواخر دهه ۱۹۸۰ هم‌زمان با اقامت گروهی از مخالفان ایرانی جمهوری اسلامی در هلند، فعالیت‌های جاسوسی وزارت اطلاعات ایران نیز در بین آن‌ها آغاز شده‌است. مشهورترین نمونه، «ماجرای انوش» است که در نهایت با قتل او در سال ۱۹۹۵ و فاش شدن فعالیت‌های جاسوسی‌اش در ۱۹۹۶ موجی از وحشت در بین ایرانیان مقیم هلند پدید آورد.
سرویس امنیت داخلی هلند (BVD) در گزارش سال ۱۹۹۸ خود می‌نویسد: «هنوز هم دیده می‌شود که سازمان‌های امنیتی ایران در هلند فعال هستند ماٌمورین ایرانی مصمم هستند که اعضای گروه‌های اپوزیسیون را پیداکرده تا بدین‌وسیله آن سازمان‌ها را بی‌ثبات کنند. به‌ویژه اعضای کنونی و سابق مجاهدین خلق مورد توجه زیاد سازمان‌های امنیتی ایران هستند. سازمان (امنیت ایران) از فشار بر روی ایرانیان برای همکاری استفاده می‌کند. در دوره گذشته دیده شده‌است که کنترل نیروهای امنیتی ایران به داخل خود ایران منتقل‌شده‌است. تماس‌ها هرچه بیشتر مستقیم از تهران انجام می‌شود یا توسط افسران اطلاعاتی که خودشان را به‌عنوان مثال تاجر معرفی می‌کنند.» سال بعد سازمان امنیت هلند (BVD) گزارش داد «مجاهدین خلق MEK مهم‌ترین سازمان اپوزیسیون ایران بود و در هلند نمایندگی دارد … در غرب فعالیت‌های مجاهدین خودش را به ترتیب دادن تظاهرات و دادن اطلاعات شفاهی و کتبی محدود می‌کند … مسئولین ایرانی هم چنان سخت با گروه‌های اپوزیسیون برخورد می‌کنند یک وظیفه مهم سازمان‌های امنیت ایران ردیابی و ثبت کردن اعضا اپوزیسیون در خارج و به‌ویژه هواداران کنونی و قبلی مجاهدین خلق می‌باشد. فعالیت‌های امنیتی ایران در خارج معمولاً از داخل خود ایران رهبری می‌شود. در موارد لازم از مأمورین امنیتی که در حین مسافرت هستند استفاده می‌شود. به ایرانیان ساکن اروپا دستور داده می‌شود که فعالیت‌هایی انجام دهند که باعث زیان مستقیم به گروه‌های اپوزیسیون شده و آن‌ها را نامتعادل کند. یکی از روش‌های استفاده شده چاپ و پخش اطلاعات زیان‌آور علیه یک سازمان مشخص اپوزیسیون است.»
سازمان اطلاعات و امنیت هلند در گزارش خود که در ماه مه سال ۲۰۱۲ منتشر شد نوشت حکومت ایران در جنگ خود علیه جنبش مقاومت مجاهدین خلق همواره فعال بوده‌است و یک شبکه اروپایی از اعضای سابق را هدایت می‌کند که توسط وزارت اطلاعات استخدام شده‌اند.

## فعالیت‌های سیاسی

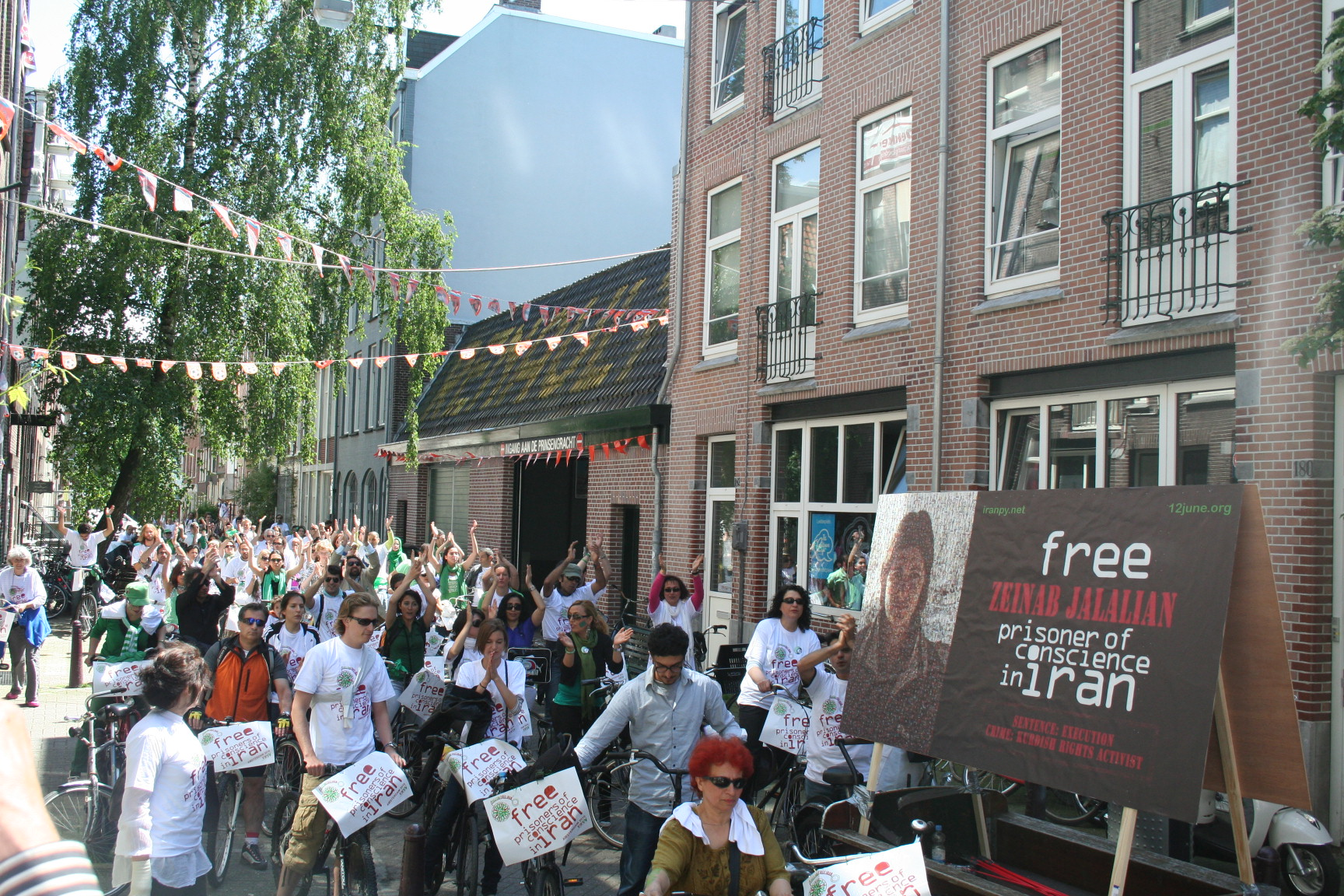
تظاهرات ایرانیان مقیم هلند روی دوچرخه برای آزادی زندانیان سیاسی در ایران، ژوئن ۲۰۱۰

در پی اعتراضات گسترده در ایران در تابستان ۲۰۰۹، در هلند، شهرهای آمستردام، خرونینگن، دلفت، روتردام و لاهه شاهد تظاهرات اعتراضی ایرانیان مهاجر و دانشجویان بوده‌اند. در ژوئیه ۲۰۰۹ یکی از بزرگ‌ترین تظاهرات ایرانیان هلند در آمستردام در اعتراض به خشونت‌ها در ایران با سخنرانی شیرین عبادی برگزار شد.
در ژانویه ۲۰۱۰ کنسرت سفارت جمهوری اسلامی در لاهه با عنوان «صلح» در روتردام، با درگیری فیزیکی میان معترضان و عوامل سفارت ایران ناتمام ماند.
چندی بعد حیاط سفارت جمهوری اسلامی توسط گروهی از جوانان ایرانی و اروپایی مدتی اشغال شد که با دخالت پلیس و بدون خشونت پایان یافت. در ژوئن ۲۰۱۰ سفر عزت‌الله ضرغامی، مدیر صدا و سیمای جمهوری اسلامی به هلند برای بازدید از شبکه تلویزیونی «ان.او. اس» با اعتراض شدید فعالان ایرانی در هلند و یک جنجال رسانه‌ای لغو شد.

## فعالیت‌های فرهنگی

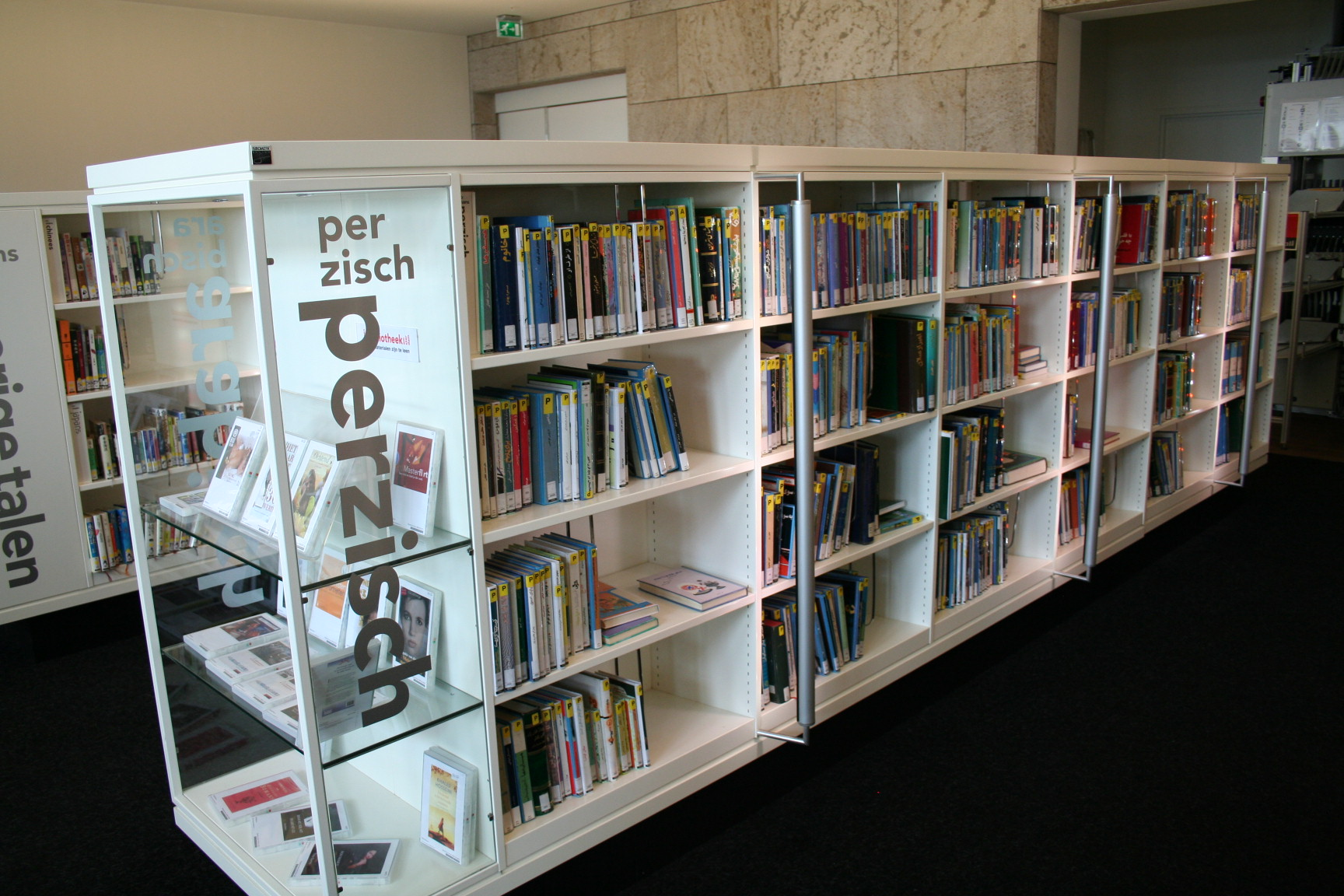
بخش پارسی کتابخانه عمومی آمستردام

یکی از فعال‌ترین بخش‌های ایران‌شناسی در جهان در دانشگاه لیدن در هلند واقع شده‌است.
از اوت ۲۰۰۶ یک رادیوی پارسی‌زبان به نام رادیو زمانه با بودجه تصویب شده از سوی پارلمان هلند آغاز به کار کرده‌است. این بودجه در زمان نمایندگی فرح کریمی در پارلمان هلند به تصویب رسید. این رادیو همچنان در آمستردام فعال است.

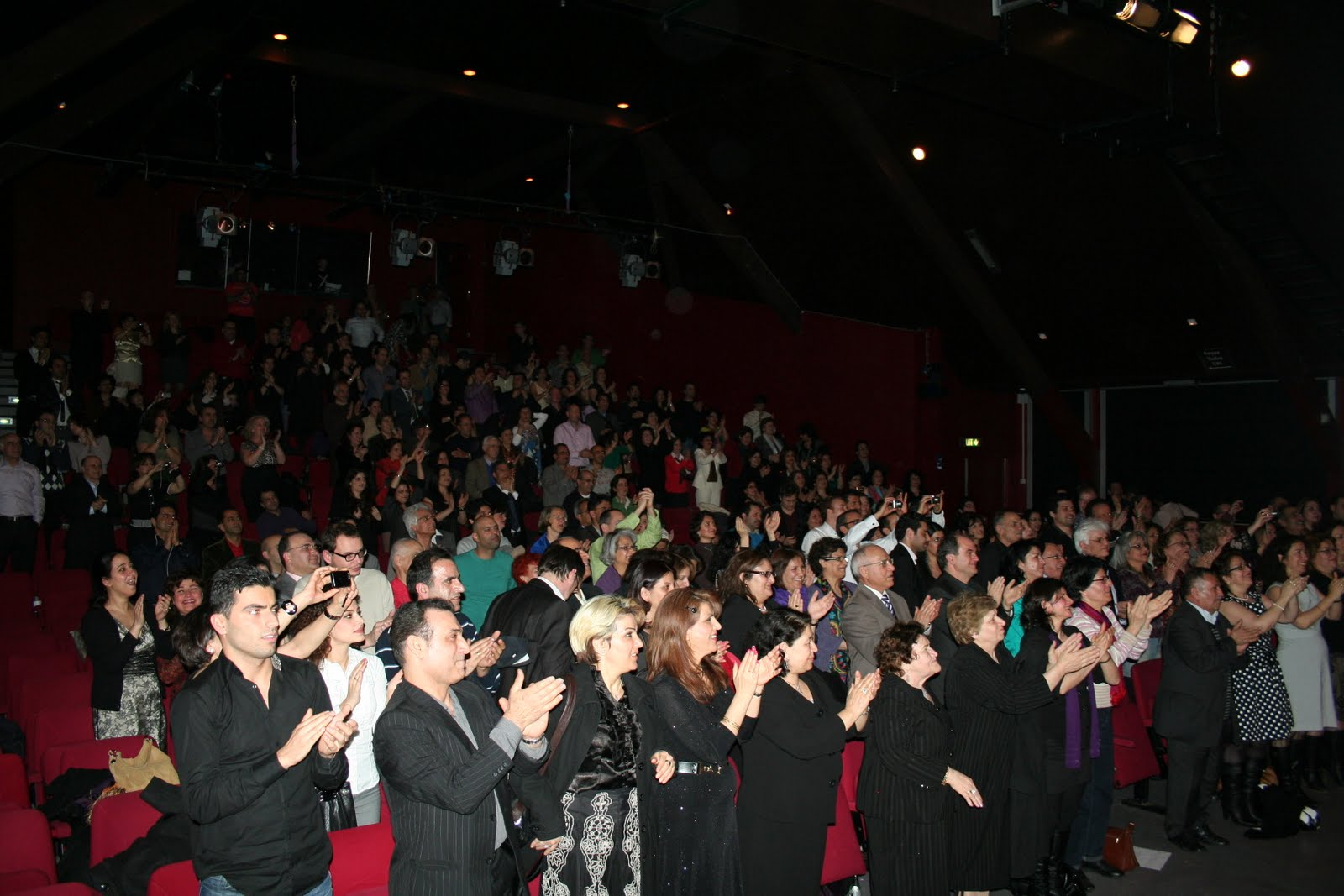
کنسرت نوروز سیما بینا در آمستردام، مارس ۲۰۱۰‏

در ژانویه ۲۰۱۰ یک شبکه فرهنگی-اجتماعی برای بازتاب دادن فعالیت‌های ایرانیان در هلند و همچنین شناساندن فرهنگ ایران به هلندیان در آمستردام به ثبت رسیده‌است. این شبکه با نام «شبکه ایرانیان هلند» (Persian Dutch Network) همچنین دارای سایت و صفحه فیسبوکی است که به مسایل جامعه ایرانی-هلندی در زمینه‌های گوناگون می‌پردازد. این شبکه ویدئوهای گوناگونی از برنامه‌های فرهنگی و سیاسی ایرانیان هلند در اینترنت منتشر کرده‌است.

## کتابشناسی
- Ghorashi, Halleh (2002), Ways to survive, battles to win: Iranian women exiles in the Netherlands and United States, Nova Publishers, ISBN 978-1-59033-552-9